# Блед (езеро)
Езерото Блед (на словенски: Blejsko jezero; на немски: Bleder See, Veldeser See) е езеро в Юлийските Алпи в Горен Карнаан, област в северозападната част на Словения, в непосредствена близост до град Блед. Районът е туристическа дестинация. Езерото се намира на 35 km от международното летище „Любляна“ и на 55 km от столицата Любляна.

## География и история
Езерото е смесено: с ледников и тектонски произход. Дължината му е 2120 метра и ширина 1380 метра с максимална дълбочина от 29,5 метра. В средата на езерото има малък остров. Езерото се намира в живописен район, заобиколен от планини и гори. Средновековният замък Блед се издига над северния бряг на езерото. Долината „Зака“ се намира в западния край на езерото.
Световните първенства по гребане през 1966, 1979, 1989 и 2011 г. са проведени на езерото Блед.

## Остров Блед
Остров Блед е в центъра на езерото. На острова има няколко сгради, основната от които е на поклонническата църква, посветена на Успение на Пресвета Богородица. Украсена е с останки от готически стенописи от около 1470 г. в презвитерия и богата барокова утвар.
Църквата има 52 m кула и стълбище в бароков стил от 1655 г. с 99 каменни стъпала, водещи към сградата. Църквата често се посещава и там редовно се провеждат сватби. Традиционно се смята за добър късмет за младоженеца да пренесе своята невеста по стълбите в деня на сватбата.
Традиционният транспорт до острова е дървена лодка, известна като „Плетна“. Думата „плетна“ идва от немска Бавария Plätten „плоскодънен кораб“ Някои източници твърдят, че pletna е бил използван в езерото Блед още през 1150 г., но повечето историци датират първите лодки към 1590 г.. Подобен по форма на италианска гондола, pletna има места за 20 пътници. Модерните лодки все още се произвеждат на ръка и могат да бъдат разпознати по техните разноцветни платна. Гребците използват специална техника за движение с помощта на две гребла (stehrudder). Професията им датира от 1740 г., когато императрица Мария Терезия предоставя на 22 местни семейства изключителното право да прекарват религиозни поклонници до острова.

## Кулинария
Местният кулинарен деликатес „Кремов сладкиш“ е със защитено наименование за произход, установено през 2016 г. от словенското правителство. Въпреки че различни словенски сладкиши датират от Хабсбургската епоха, настоящата официална рецепта е създадена през 1953 г. от управителя на сладкарницата на хотел „Парк“. Има ежегоден фестивал, посветен на сладкиша. Предполага се, че през последните 60 години в хотел „Парк“ са приготвени 12 милиона сладкиши.